# Astylosternus montanus
Astylosternus montanus är en groddjursart som beskrevs av Jean-Louis Amiet 1978. Astylosternus montanus ingår i släktet Astylosternus och familjen Arthroleptidae. IUCN kategoriserar arten globalt som nära hotad. Inga underarter finns listade.